# Роосісаар
Роосісаар (ест. Roosisaar) — півострів у місті Виру, є північно-східним берегом озера Тамула. Імовірно, що Роосісаар ніколи не був островом.
1998 року було споруджено підвісний міст довжиною 180 метрів, що з'єднав Виру з півостровом.
| Естонія | Це незавершена стаття з географії Естонії. Ви можете допомогти проєкту, виправивши або дописавши її. |